# Čaščenje pastirjev (Caravaggio)
Čaščenje pastirjev je slika olje na platnu italijanskega umetnika Michelangela Merisija, splošno znanega kot Caravaggio. Čaščenje pastirjev meri 314 x 211 cm. Slika je bila naročena za frančiškane kapucine in naslikana v Messini za cerkev Santa Maria degli Angeli leta 1609 le eno leto pred umetnikovo smrtjo. Zdaj je v regionalnem muzeju v Messini.

## Zgodovina
To sliko je leta 1609 naslikal Caravaggio med bivanjem na Siciliji, potem ko je prejšnje leto pobegnil z Malte. Dva kronista iz 17. stoletja, jezuit Placido Sampieri, nato slikar in biograf Francesco Susinno, prikličeta sliko in navedeta njen izvor: Caravaggio od senata v Messini pridobi naročilo za kapucinsko cerkev Santa Maria della Concezione, vključno mora okrasiti  veliki oltar, in slikar za to prejme vsoto tisoč ekujev.
Susinno je poln pohval za to sliko, za katero meni, da je najlepša od vseh Caravaggiovih del. Umetnostni kritik Andrew Graham-Dixon je ponovil to mnenje, ko je štiri stoletja pozneje ocenil, da je ena največjih verskih slik 17. stoletja in zadnja mojstrovina Caravaggia, ki je umrl leto kasneje.
To delo pomeni začetek tako imenovanega sloga "slabe jaslice" za upodabljanje te scene.
Znana je le ena sodobna kopija te slike, zelo majhnih dimenzij.
Po velikem potresu, ki je prizadel regijo leta 1908, je bila sprejeta odločitev, da se platno iz cerkve prenese v muzej v Messini. V letih 2009–2010 je bila deležna obnove, ki je omogočila razkriti delček neba med deskami in streho, delček, ki je sčasoma postal neviden.

## Opis in umetniška analiza
V času, ko je Caravaggio leta 1609 naslikal Čaščenje pastirjev, so teme na njegovih slikah dobile bolj duhovno izraznost. Njegove figure so bile izolirane v velikem praznem ozadju. To je bilo v nasprotju z renesančno tehniko uporabe okrasnih ozadij.
Kapucini so bili med redkimi verskimi pokrovitelji in kritiki, ki so bili naklonjeni brutalnemu realizmu Caravaggia. Mnogi so bili kritični do Caravaggiovega pristopa k verskim slikam in so ga označevali kot »vulgarno« predstavljati svetopisemske osebe kot navadne kmete. Osrednja točka prizora je Marija v središču. Oblečena je v živo rdečo. Eden od treh njej najbližjih pastirjev ima tudi nekaj, kar se zdi, iste rdeče barve ogrinjalo, oblečeno čez njegovo roko. To je lahko simbolična poteza, s katero se dotika Device, ko drži Kristusa. Vsi trije pastirji, pa tudi Jožef, ki se ga prepozna po šibki avreoli, z začudenjem in popolnim oboževanjem gledajo na tega dojenčka, rojenega v hlevu.
Caravaggiovo baročno delo se močno razlikuje od renesančnih predhodnikov in je revolucionarno. Za začetek so te božanske figure predstavljene kot običajni ljudje tistega časa. So bosi, z običajnimi oblačili. Tudi v hlevu ni božanskosti. Nobenega svetega vira svetlobe, ki bi obsijala celoten prizor in bi bilo preveč očitno, da se dogaja božanski dogodek. Namesto tega je ozadje izredno temno z le enim majhnim svetlobnim virom. Zdi se, kot da je prostor osvetlila ena sama sveča, kot bi to res lahko bilo med dejanskim dogodkom. Vemo, da sta bila Marija in Jožef v biblijskem poročilu izjemno revna. Njunih svetniških sijev skorajda ne vidimo, v nasprotju z okrašenimi v renesanse. Razen svetniških sijev so pastirji sklenjenih rok edino, kar na sliki nakazuje kakršen koli verski pomen. V Kristusovem rojstvu ni bilo nič čudovitega. Caravaggio ta vidik odlično upodobi.
Tudi kompozicija ni klasična: svoje figure umetnik razporeja po namišljenih diagonalnih črtah in ne po popolnoma osrednji linearni kompoziciji, kakršna je bila značilna v renesansi. V ospredju je škatla z orodjem, verjetno Jožefa tesarja. Za ponazoritev revščine Marije in Jožefa obstaja tudi en sam grobo pečen hlebec kruha. Na sliki ni nič vnaprej dogovorjenega. Videti je kot fotografija, ki bi bila posneta v natančnih trenutkih po Kristusovem rojstvu.
V slogovnem smislu je Caravaggio uporabil tehniko, za katero je bil znan, imenovano chiaroscúro. Chiaroscúro je kontrast med temno in svetlobo. Uporaba te tehnike je povečala dramatičnost dela, da je videti surovo in povečala čustvene vidike dela. Chiaroscuro prisili gledalca, da se osredotoči na figure in dogodek, ne pa na druge stvari, ki se dogajajo v ozadju.
Osrednja tema slike je ponižnost. Z namestitvijo Device na tla Caravaggio nakaže, da ni nebeška kraljica, temveč preprosta mlada mati. Odziv pastirjev je, da jo občudujejo in ne častijo. Obstajata mirnost in spokojnost, ki nedvoumno prikazujeta njihovo vrednost za ljudi tako kot Odrešenikovi starši.